# These New Puritans
Pour les articles homonymes, voir Puritan.
These New Puritans (abrégé TNPS) est un groupe d'art rock britannique, originaire de Southend-on-Sea, dans l'Essex, à l'Est de Londres.

## Biographie
Le groupe sort son premier EP Now Pluvial en 2006, puis Numbers / Colours l'année suivante. En 2007, l'influent designer Hedi Slimane repère le groupe et leur demande une collaboration musicale et stylistique pour son dernier défilé pour la marque Dior Homme en janvier qui donnera lieu à l'EP Navigate, Navigate, ainsi qu'à une performance artistique au Palais de Tokyo lors de l'after-show du défilé. En 2008, TNPS sort son premier album intitulé Beat Pyramid dont Jack Barnett citera dans le magazine américain Rolling Stone, Wu-Tang Clan et son leader RZA comme influences hip-hop et Aphex Twin comme influence electro de cet album.

## Membres
Le groupe est composé de quatre membres dont deux frères jumeaux, Jack et George Barnett respectivement auteur, coproducteur, instrumentaliste et chanteur et pour batterie et design, les deux autres membres sont Thomas Hein à la basse et aux samples et Sophie Sleigh-Johnson aux claviers.